# Cantó d'Asfeld
El cantó d'Asfeld és un cantó francès del departament de les Ardenes, situat al districte de Rethel. Té 18 municipis i el cap és Asfeld.

## Municipis
- Aire
- Asfeld
- Avaux
- Balham
- Bergnicourt
- Blanzy-la-Salonnaise
- Brienne-sur-Aisne
- L'Écaille
- Gomont
- Houdilcourt
- Poilcourt-Sydney
- Roizy
- Saint-Germainmont
- Saint-Remy-le-Petit
- Sault-Saint-Remy
- Le Thour
- Vieux-lès-Asfeld
- Villers-devant-le-Thour

## Història
| Data d'elecció                           | Identitat         | Partit                     | Qualitat |
| ---------------------------------------- | ----------------- | -------------------------- | -------- |
| 1945-1951                                | M. Charlier       | Divers droite              |          |
| 1951-1976                                | André Landès      | MRP, després CD            |          |
| 1976-2001                                | Claude Brévot     | Divers droite              |          |
| 2001-                                    | Mireille Gatinois | divers droite, després UMP |          |
| les dades anteriors no són pas conegudes |                   |                            |          |
|                                          |                   |                            |          |

## Demografia
| A partir de 1990: Població sense dobles comptes |